# 格斗实况
格鬥實況（：／）是韩国漫画，由朴泰俊原作、金正贤作画，以网络漫画形式发行。该作自2019年11月起通过Naver公司的网络漫画平台Naver Webtoon连载，截至2023年12月，各章节已集結并出版为8卷。该书也自2020年4月起在日本由LINE漫畫出版。该漫画已由LINE WEBTOON出版英文版／繁體中文版。由日本Okuruto Noboru制作的电视动画于2024年4月在富士電視台的+Ultra节目区首播。

## 劇情簡介
高中生「志村光太」每天都被不良少年們欺凌，貧窮的他，為了支付母親的住院費積極打工賺錢。某天意外扭轉頹勢並揭露不良分子的身分，打架直播影片快速傳播到全世界，觀看量突破千萬！還可以靠這種方法賺錢，這是他與同學一同開設頻道、透過「打架影片」崛起的故事。

## 角色列表
名稱依照日文版／韓文原語版的順序列出。
聲優順序為：PV・限定動畫／電視動畫，除非另有說明，僅有一項則為電視動畫的聲優。
志村光太／柳皓彬（聲：小野友樹（PV・限定動畫）／丹羽哲士）
高中二年級學生。他身材矮小，在學校裡總是被他的同學欺負。也為了住院的母親打工賺取醫療費。受到與金子亨打鬥影片的啟發，他開通了「格鬥實況」頻道，還透過觀看「鬥雞」影片學習武術技巧。他對戀愛方面很遲鈍，受到八潮秋、目黑璐美等許多女性的喜歡（包括與朝宮夏帆的相互喜歡在內）。
金子亨／禹志赫（聲：岡本信彦）
俗稱「黑手」。家境富裕，擁有攝影器材，他擔任巴哥的攝影師。最初和他一起欺負志村，但在與志村打架後，跌落到學園最底層的學生。而後他向志村尋求影片發行的報酬，並成為格鬥實況的攝影師。兩人漸漸地建立起友情，超越了利益關係。
八潮秋／秋天（聲：竹達彩奈（限定動畫）／菲魯茲·藍）
歸國子女，比志村他們小一歲的高中一年級女生。利用自己的武術知識對志村的影片做出了準確的評論，並響應影片編輯的招募加入了「格鬥實況」。日語是在網路上學的，但說話的語氣像個老人。她暗戀志村，甚至嘗試用少女的方式說話。將目黑璐美和朝宮夏帆視為競爭對手。
目黑璐美／呂璐美（聲：竹達彩奈（限定動畫）／青山吉能）
志村的同班女同學。在影片直播中與巴哥合作，並在志村被欺負時袖手旁觀，隨著「格鬥實況」成才的人氣上升，希望與志村合作。雖然被志村認為是個富家女，但實際上她一個人住在狹小的公寓裡，連父母的面孔都不知道。
新庄玲央／成泰勳（聲：岡本信彦（限定動畫）／石川界人）
一名前跆拳道運動員，是一個又酷又帥的小伙子，每當他出現在影片中，都會受到粉絲的評論。父親也是前跆拳道選手，現在經營著自己的道場。
朝宮夏帆／崔寶薇（聲：竹達彩奈（限定動畫）／石川由依）
志村打工的漢堡店女同事，也是店裡的偶像。事實上她在國中時就認識了志村，並一見鍾情，為了認識志村而開始在同一家店打工，但志村本人並不記得。和扇達也是小學同學，現在和藤井就讀於同一所高中。
扇達也／金文城（聲：中村悠一）
志村的同學，綜合格鬥選手。透過觀看自學街頭打鬥的影片，發現了雖然是門外漢，但卻有打鬥天賦的志村的實力。和朝宮從小學起就是朋友，對於和夏帆親密的志村有些嫉妒。曾經是暴走族“Skid”的二號成員，與新莊玲央打鬥失敗，但在綜合格鬥比賽中復仇成功，洗刷了恥辱。
巴哥（聲：武内駿輔）
志村班上的班霸，同時還是一位擁有70萬訂閱者的人氣New Tuber。曾經欺負志村，金子拍攝影片直播上傳他的暴力行為，惡行也被揭露後失去粉絲。
鬥雞（聲：杉田智和（限定動畫／電視動畫））
戴著雞面具，所以他的真面目無人知曉，說著蹩腳的日文。過去在泰國擊潰了244名部下，實際出身不明，疑似為韓國的神祕特種部隊成員，後來被稱為「鬥爭之神」，大韓民族的無名傳奇之一。
志村美由紀／朴智賢（聲：本名陽子）
志村光太的母親。因癌症住院，擔心兒子的未來。她並未察覺到兒子正在進行「格鬥實況」的直播。
黃萬基（聲：前野智昭）
韩式摔跤的天下壮士（相當於相撲的橫綱） ，擁有身高207公分、體重151公斤的巨大體型。退伍後，他在市場上工作並尋找更強大的對手。他年輕時就患有禿頭症，總是戴著假髮，卻意外因禿頭而開啟了另類直播的意外收入，後期已長回頭髮，並在聯誼中與一名女性順利交往。
佐伯浩司／白成俊
擁有約500萬註冊用戶的人氣美食新聞主播，創意日式餐廳老闆、「XJ公司」負責人。他是個身材高大、英俊的男人，穿著日式服裝看起來很帥氣，除了少數人之外，對所有人都彬彬有禮、恭敬地說話。預計他將作為國會議員山岡的繼任者進入政壇，疑似有別的背景身分。他發現志村因為自學成才而受到歡迎，並計劃利用他。
西羅志郎／李鎮浩
以「244」為名的美容、動物新聞主播。真實身分為國際犯罪組織「新國際集團」的頭目，也與山岡等國會議員有聯繫，本作最終BOSS。
藤井翔／智延優
他是一名學習新聞主播，擁有 180 萬訂閱者，播放他學習的影片，也是麻宮的同學。由於成績優異、熱衷於志工工作、長相姣好，她深受女性觀眾和同學的歡迎。他曾經是極真空手道選手，為求極真的巔峰而在修行的瘋狂程度上超越了玲央。
村上直哉/李賢秀
他與志村長相相似，並傳播類似《格鬥自學》(韓國翻譯為《格鬥蝕況》)的影片，隱藏自己的流氓身分，職業選手，擅長格鬥技「踢拳」，後被志村的泰拳打敗，同時其格鬥自學頻道因侵犯版權而被暫停。
長瀨道成/韓王國
小雪的哥哥，外圍型拳擊手，真實身分為少年感化院拳擊部的「忠義隊」出身，綽號「毒種」，實力強勁。
長瀨小雪/韓冬天
道成的妹妹，是一位引人注目的新主播，與哥哥道成一同經營爆料系直播頻道「一拳TV」，道成出獄後開始指導她，她成為了內圍型拳擊手。
榮裕典
是分發戶外影片的狂野新主播「文字頻道」的經營者，也是巴西柔術專家。
榮清志
裕典的弟弟，「文字頻道」的成員。他是一名健美運動員，
堀田龍二
摩托車幫「Skid」的頭目，奧吉的表親。他利用自己未成年、被以「違法未成年人」減刑的事實，多次實施犯罪行為。
翔的父親
是一名官僚。強迫兒子過著充滿學習的生活，以便成為一名醫生。
山岡太志
現任國會議員。他要求浩司洗錢，並建議他作為繼任者進入政界。
猪俣麻衣子
浩二的戀人。她是一名檢察官，父親是現任國會議員。
猪俣正和
現任國會議員、麻衣子的父親。
土井界人／吳東石
他是道成所在照相館的社長，和道成一樣，他也是少年感化院拳擊社「忠義隊」的成員，有著在無數拳擊比賽中獲得冠軍的歷史，被同屆成員稱為「傳奇」；真實身份為國際犯罪組織「新國際集團」的幹部之一，故事後期與道成展開生死決戰，被道成打敗後，被組織拋棄的當下遭志郎開槍射殺，生死未卜。
匿名／穆眠
來自泰國的前軍人。
李滿吉
來自北韓的跆拳道練習者。
丹尼爾・史密斯
是一名前綜合格鬥選手，擁有與奧吉戰鬥的經驗。
德雷克先生
出生於美國巴爾的摩。
三個肚臍火槍手
他們是與志村等人就讀同一所高中的一年級學生，是擁有70萬訂閱者的New Tubers三人組。
秋天的父親
曾經是一名武術運動員，也是羅根・格雷西的老朋友。
新庄修／成韓秀
新庄玲央的父親，跆拳道道場的老闆。他除了跆拳道九段之外，還擁有極真空手道九段。後來被稱為“跆拳道傳奇”。
宅間圭／李道恩
新庄的國中同學。
羅根・格雷西
綜合格鬥MMA選手，奧吉所屬健身房的主任。在觀看了志村自學格鬥的影片後，他確信志村從「鬥雞」影片中學會如何格鬥，並綁架了志村。但由於他的日語很蹩腳，無法溝通，因此立即被釋放。後來他重新學習，並且能夠說一口流利的日語。為了尋找格鬥秘密而來到健身房的志村接受了考驗。
真希／珉廷
堀田龍二的女朋友。

## 媒体

### 动画
电视动画改编于2024年2月10日宣布。该剧由日本Okuruto Noboru担任制作，菱田正和担任监督，大野敏哉负责创作剧本，宫崎里美负责设计角色，山田丰负责音乐。该剧定于2024年4月在富士電視台的+Ultra节目区首播。Crunchyroll获得了该系列於中文區、韓文區及日文區以外的授权。

#### 主題曲
片頭曲
主唱：MA55IVE THE RAMPAGE，作詞：LIKIYO、KENTA KAMIYA、YAMASHO、SHOHEI、TAKAHIDE SUZUKI，作曲：Chris Wahle、Andreas Ohrn、Henrik Smith，編曲：Chris Wahle
片尾曲
主唱、編曲：Crab 蟹 Club，作詞、作曲：KumoHana

#### 各話列表
| 話數 | 日文標題 | 中文標題   | 劇本       | 分鏡     | 演出                | 作畫監督                                                                       | 總作畫監督          | 首播日期       |
| ---- | -------- | ---------- | ---------- | -------- | ------------------- | ------------------------------------------------------------------------------ | ------------------- | -------------- |
| 1    |          | 初次上傳   | 大野敏哉   | 菱田正和 | 菱田正和            | 渡邊浩二、清水勝祐、入江俊博、山下聖美                                         | 宮崎里美            | 2024年 4月11日 |
| 2    |          | 我必須變強 | 大野敏哉   | 菱田正和 | 江副仁美            | 入江俊博、清水勝祐、 山下聖美、慧敏、拾月動画                                  | 宮崎里美、 渡邊浩二 | 4月18日        |
| 3    |          | 約會       | 大野敏哉   | 菱田正和 | 菱田正和            | 申羅羅、北條直明、岩崎亮                                                       | 宮崎里美、 渡邊浩二 | 4月25日        |
| 4    |          | 屈辱       | 大野敏哉   | 菱田正和 | 菱田正和            | 清水勝祐、入江俊博、 拾月動画、                                                | 宮崎里美、 渡邊浩二 | 5月2日         |
| 5    |          | 朋友       | 大野敏哉   | 菱田正和 | 菱田正和            | STUDIO MASSKET、Animore、徐蘭、葛玉東                                          | 渡邊浩二            | 5月9日         |
| 6    |          | 惡魔       | 何萬字角藏 | 菱田正和 | 井上凜人            | 飯飼一幸、石塚空良、 Revival、、 曉・火鳥動画制作集團、CJT、半扇門             | 宮崎里美            | 5月16日        |
| 7    |          | 特訓       | 何萬字角藏 | 菱田正和 | 菱田正和、 岩崎由希 | 渡邊浩二、清水勝祐、入江俊博、 山下聖美、森幸子、徐蘭、葛玉东                  | 渡邊浩二            | 5月23日        |
| 8    |          | 實戰       | 大野敏哉   | 菱田正和 | 菱田正和            | 拾月動画、慧敏、鑫月                                                           | 宮崎里美            | 5月30日        |
| 9    |          | 夥伴們     | 大野敏哉   | 菱田正和 | 岩崎由希            | 清水勝祐、入江俊博、山下聖美、 森幸子、STUDIO MASSKET、 陳玉峰、蓋春垚、馮永旭 | 渡邊浩二            | 6月6日         |
| 10   |          | 新的敵人   | 何萬字角藏 | 菱田正和 | 江副仁美            | 申羅羅                                                                         | 宮崎里美            | 6月13日        |
| 11   |          | 胸口鬱悶   | 大野敏哉   | 菱田正和 | 京極尚彥            | 清水勝祐、山下聖美、森幸子                                                     | 渡邊浩二            | 6月20日        |
| 12   |          | 幸福       | 大野敏哉   | 菱田正和 | 菱田正和            | 清水勝祐、入江俊博、 山下聖美、森幸子、渡邊浩二                                | 宮崎里美            | 6月27日        |

#### BD
| 卷數 | 發售日期      | 收錄話數       | 規格編號  |
| ---- | ------------- | -------------- | --------- |
| BOX  | 2024年10月4日 | 第1話 - 第12話 | GABS-2757 |

## 外部連結
- Naver Webtoon官方网站 （页面存档备份，存于）（韓語）
- Line Webtoon官方网站 （页面存档备份，存于）（英語）
- LINE WEBTOON 官方網站 （页面存档备份，存于）(繁體中文)
- 动画官方网站 （页面存档备份，存于）（日語）
- 中的格斗实况（漫畫）在動畫新聞網百科全書中的資料（英文）
- 中的格斗实况（動畫）在動畫新聞網百科全書中的資料（英文）